# Capitanejo (Juana Díaz)
Capitanejo es un barrio ubicado en el municipio de Juana Díaz en el estado libre asociado de Puerto Rico. En el Censo de 2010 tenía una población de 4350 habitantes y una densidad poblacional de 91,48 personas por km².

## Geografía
Capitanejo se encuentra ubicado en las coordenadas 17°58′56″N 66°31′21″O / 17.98222, -66.52250. Según la Oficina del Censo de los Estados Unidos, Capitanejo tiene una superficie total de 47.55 km², de la cual 8.3 km² corresponden a tierra firme y (82.54%) 39.25 km² es agua.

## Demografía
Según el censo de 2010, había 4350 personas residiendo en Capitanejo. La densidad de población era de 91,48 hab./km². De los 4350 habitantes, Capitanejo estaba compuesto por el 63.15% blancos, el 27.03% eran afroamericanos, el 0.74% eran amerindios, el 0.02% eran isleños del Pacífico, el 5.59% eran de otras razas y el 3.47% pertenecían a dos o más razas. Del total de la población el 99.36% eran hispanos o latinos de cualquier raza.